# لاين فيليب
لاين فيليب (بالإنجليزية: Iain Phillip)‏ هو لاعب كرة قدم بريطاني في مركز الدفاع، ولد في 14 فبراير 1951 في دندي في المملكة المتحدة. لعب مع دندي يونايتد وريث روفرز وكريستال بالاس ونادي اربوراث ونادي دندي.

## وصلات خارجية
- لاين فيليب على موقع قاعدة بيانات كرة القدم.إي يو (الإنجليزية)